# We are ready
We Are Ready is een Standaardmandarijns lied dat speciaal voor de Olympische Zomerspelen in Peking (2008) geschreven is. Het is geschreven door Chan Siu-Kei 陳少琪 en de muziek is gecomponeerd door Jin Peida 金培達. Er bestaat een Standaardkantonese versie van, die ook is geschreven door Chan Siu-Kei (Chen Shaoqi).
Year after year, we wait for the future, and together we use sweat to irrigate five colors

## De tekst van het lied, invereenvoudigd Chinees
一年一年的等待 我们看见未来
　　一起用汗水来灌溉 五种色彩
　　一天一天的等待 心情更加澎湃
　　创造最大的舞台 最豪迈的时代
　　这片土地已经准备好 打开梦想起飞的跑道
　　让全世界的目光 降落在我们的怀抱
　　We Are Ready 把心和心都连在一起
　　We Are Ready 把天与地都连在一起
　　超越了自己 赢得一场光荣的胜利
　　用时间纪念梦想的神奇
　　We Are Ready
　　一分一秒的等待 这刻终于到来
　　漫天灿烂的烟花 在骄傲的盛开
　　这个民族已经准备好 带着笑容来向你问好
　　让全世界的目光 降落在我们的怀抱

## De tekst van het lied, intraditioneel Chinees
一年一年的等待 我們看見未來
　　一起用汗水來灌溉 五種色彩
　　一天一天的等待 心情更加澎湃
　　創造最大的舞台 最豪邁的時代
　　這片土地已經準備好 打開夢想起飛的跑道
　　讓全世界的目光 降落在我們的懷抱
　　We Are Ready 把心和心都連在一起
　　We Are Ready 把天與地都連在一起
　　超越瞭自己 贏得一場光榮的勝利
　　用時間紀念夢想的神奇
　　We Are Ready
　　一分一秒的等待 這刻終於到來
　　漫天燦爛的煙花 在驕傲的盛開
　　這個民族已經準備好 帶著笑容來嚮你問好
　　讓全世界的目光 降落在我們的懷抱

## Vertaling inHanyu Pinyin
yī	nián	yī	nián	de	děng	dài 	wǒ men	kàn	jiàn	wèi	lái
　　	yī	qǐ	yòng	hàn	shuǐ	lái	guàn	gài 	wǔ	zhòng	sè	cǎi
　　	yī	tiān	yī	tiān	de	děng	dài 	xīn	qíng	gèng	jiā	pēng	pài
　　	chuàng	zào	zuì	dà	de	wǔ	tái 	zuì	háo	mài	de	shí	dài
　　	zhè	piàn	tǔ	dì	yǐ	jīng	zhǔn bèi hǎo 	dǎ	kāi	mèng	xiǎng	qǐ	fēi	de	pǎo	
dào
　　	ràng	quán	shì	jiè	de	mù	guāng 	jiàng	luò	zài	wǒ men	de	huái	bào
　　We Are Ready 	bǎ	xīn	hé	xīn	dōu	lián	zài	yī	qǐ
　　We Are Ready 	bǎ	tiān	yǔ	dì	dōu	lián	zài	yī	qǐ
　　	chāo	yuè	le	zì	jǐ 	yíng	de	yī	cháng	guāng	róng	de	shèng	lì
　　	yòng	shí	jiān	jì	niàn	mèng	xiǎng	de	shén	qí
　　We Are Ready
　　	yī	fēn	yī	miǎo	de	děng	dài 	zhè	kè	zhōng	yú	dào	lái
　　	màn	tiān	càn	làn	de	yān	huā 	zài	jiāo	ào	de	shèng	kāi
　　	zhè	gè	mín	zú	yǐ	jīng	zhǔn bèi hǎo 	dài	a	xiào	róng	lái	xiàng	nǐ	wèn	
hǎo
　　	ràng	quán	shì	jiè	de	mù	guāng 	jiàng	luò	zài	wǒ men	de	huái	bào

## Lijst van de zangers en zangeressen van dit lied

### Chinese vasteland
- zangeres Sun Yue 孫悅
- Jane Zhang 張靚穎
- Anson Hu 胡彥斌
- Shuimunianhua 水木年華
- Huang Xiaoming 黃曉明
- Chris Lee 李宇春
- Zhou Bichang 周筆暢
- Jichangsanbao 吉祥三寶
- Chen Hong 陳紅
- Sitar Tan 譚維維
- Li Na 厲娜 zangeres
- Huar Ledui 花兒樂隊
- Ma Tianyu 馬天宇
- Cheng Fangyuan 成方圓
- Cai Guoqing 蔡國慶
- Hang Tianqi 杭天琪
- Feng Xiaoquan 馮小泉
- Zeng Gege 曾格格
- Lingdian ledian 零點樂隊
- Pang Long 龐龍
- Yang Chengang 楊臣剛
- Wang Qiang 王強
- Hu Li 胡力
- Hu Yanglin 胡楊林
- Shi Yan 誓言

### HongkongSAR
- Alan Tam 譚詠麟 zanger
- Hacken Lee 李克勤
- Leo Ku 古巨基
- Eason Chan 陳奕迅
- Joey Yung 容祖兒 zangeres o.m.
- Gigi Leung 梁詠琪

### Taiwan
- Elva Hsiao 蕭亞軒
- Chris Yu 游鴻明
- David Wong 黃大煒 (komt uit Hongkong)
- Jeff Chang 張信哲
- Wang Lee-Hom 王力宏 (komt uit Amerika) o.m. zanger
- Richie Ren 任賢齊
- Stefanie Sun 孫燕姿 (komt uit Singapore) zangeres
- Jay Chou 周傑倫
- Angela Chang 張韶涵
- Fish Leong 梁靜茹 (komt uit Maleisië)
- Evonne Hsu 許慧欣
- Ah Niu 阿牛 (komt uit Maleisië)
- Mayday (Taiwanese band) 五月天
- 183Club
- 7 Flowers 七朵花
- S.H.E
- 5566
- TANK
- Nan Quan Mama 南拳媽媽
- Fahrenheit (band) 飛輪海
- Nicholas Teo 張棟梁 (komt uit Maleisië) zanger
- Cyndi Wang 王心淩
- Rainie Yang 楊丞琳
- Guangliang 光良
- Fei Yu-Ching 費玉清
- Wilber Pan 潘瑋柏 (komt uit Amerika)
- Lin Junjie 林俊傑 (komt uit Singapore)
- Kenji Wu 吳克群
- Show Luo 羅志祥
- F.I.R. 飛兒樂團 orkest Fei'er
- Jolin Tsai 蔡依林 zangeres o.m.